# Chranitěli
Chranitěli (rusky Хранители, doslova Strážci či Opatrovníci [Prstenu]) je ruský nízkorozpočtový televizní film adaptující knihu Společenstvo Prstenu z trilogie Pán prstenů J. R. R. Tolkiena. Film byl natočen roku 1991 Leningradskou televizí, byl jedenkrát vysílán a následně byl uložený v archivu, dokud nebyl na jaře 2021 znovuobjeven.
Během několika dní video na YouTube zhlédlo přes 800 tisíc lidí. Ztvárnění je poměrně nedokonalé, připomíná divadelní inscenace či československé studiové televizní pohádky, ve filmu se objevuje i množství podivných obrazových i zvukových efektů. Kostýmy vypadají jako vypůjčené z inscenací Shakespeara či Lope de Vegy – kostým Gandalfa připomíná odění potulných rytířů, Elrond má na sobě oblečení připomínající Othella. Na rozdíl od o deset let novějšího zpracování Petera Jacksona příběh obsahuje postavu Toma Bombadila či epizodu na Mohylových vrších.

## Obsazení rolí
| Viktor Kostěckij  | Gandalf                      |
| Georgij Štil      | Bilbo Pytlík                 |
| Valerij Ďjačenko  | Frodo Pytlík                 |
| Jelena Solověj    | Galadriel                    |
| Sergej Paršin     | Tom Bombadil                 |
| Vladimir Matvějev | Sam Křepelka                 |
| Vadim Nikitin     | Pipin Bral                   |
| Sergej Šelgunov   | Smíšek Brandorád             |
| Andrej Tenetko    | Aragorn                      |
| Olga Serebjakova  | Legolas                      |
| Jevgenij Soljakov | Boromir                      |
| Jevgenij Baranov  | Saruman                      |
| Andej Tolšin      | Elrond                       |
| Nikolaj Burov     | Ječmínek Máselník            |
| Viktor Smirnov    | Glum                         |
| Lilian Malkina    | Lobélie Pytlíková ze Sáčkova |